# Cystidicolidae
Famille
Les Cystidicolidae sont une famille de nématodes, tous parasites de poissons au stade adulte. La famille a été créée par Scriabine en 1946. Comme les autres Nématodes, les Cystidicolidae ont un corps allongé, de section cylindrique, revêtu par une cuticule. Les sexes sont séparés mais certaines espèces, ou même genres, ont été décrits à partir de quelques individus seulement, appartenant à un seul des deux sexes,,,,. 

## Systématiques
Selon WoRMS, la famille Cystidicolidae comprend (en 2019) les genres suivants :
- Ascarophis Van Beneden, 1871 [7]
- Ascarophisnema Moravec & Justine, 2010 [8]
- Caballeronema Margolis, 1977 [9]
- Capillospirura Skrjabin, 1924
- Collarinema Sey, 1970 [10]
- Comephoronema Layman, 1933 [11]
- Cristitectus Petter, 1970 [12]
- Ctenascarophis Mamaev, 1968 [13]
- Cystidicola Fisher, 1798
- Cystidicoloides Skinker, 1931 [14]
- Metabronema Yorke & Maplestone, 1926[15]
- Metabronemoides Moravec & Justine, 2010 [8]
- Moravecnema Justine, Cassone & Petter, 2002 [16]
- Neoascarophis Machida, 1976 [17]
- Parascarophis Campana-Rouget, 1955 [3]
- Prospinitectus Petter, 1979 [18]
- Pseudascarophis Ko, Margolis & Machida, 1985 [1]
- Pseudoproleptus Khera, 1953
- Salmonema Moravec, Santos & Brasil-Sato, 2008 [19]
- Salvelinema Trofimenko, 1962
- Spinitectoides Petter, 1969 [4]
- Spinitectus Fourment, 1883 [20]